# Selliguea hastata
Selliguea hastata là một loài thực vật có mạch trong họ Polypodiaceae. Loài này được (Thunb.) H. Ohashi & K. Ohashi mô tả khoa học đầu tiên năm 2009.